# 하치조섬 동쪽 해역 지진
하치조섬 동쪽 해역 지진(일본어: 1972年12月4日八丈島東方沖地震 はちじょうじまとうほうおきじしん[*]) 은 1972년 12월 4일에 일본의 하치조섬 동쪽 해역에서 일어난 지진이다. 지진 규모는 M7.2. 하치조섬에서 최대 진도6을 관측했다. 이 지진은 1948년 후쿠이 지진 이후 처음으로 일본에서 진도6을 기록한 지진이다.

## 진도
진도4 이상을 관측한 지역은 다음과 같다.
| 진도 | 도도부현   | 시정촌                              |
| ---- | ---------- | ----------------------------------- |
| 6    | 도쿄도     | 하치조정                            |
| 4    | 후쿠시마현 | 이와키시                            |
| 4    | 지바현     | 지바시 다테야마시                   |
| 4    | 도쿄도     | 지요다구 오시마정 니지마촌 미야케촌 |
| 4    | 가나가와현 | 요코하마시                          |
| 4    | 시즈오카현 | 아타미시                            |